# Pseudodesmodora amphidiscata
Pseudodesmodora amphidiscata is een rondwormensoort uit de familie van de Desmodoridae. De wetenschappelijke naam van de soort is voor het eerst geldig gepubliceerd in 1975 door Boucher.